# Liriopsis pygmaea
Liriopsis pygmaea är en kräftdjursart som först beskrevs av Martin Heinrich Rathke 1843. Enligt Catalogue of Life ingår Liriopsis pygmaea i släktet Liriopsis och familjen Cryptoniscidae, men enligt Dyntaxa är tillhörigheten istället släktet Liriopsis och familjen Liriopsidae. Arten är reproducerande i Sverige. Inga underarter finns listade i Catalogue of Life.